# Хмыль, Олег Владимирович
Оле́г Влади́мирович Хмыль (бел. Алег Уладзіміравіч Хмыль; 30 января 1970, Минск, СССР) — советский и белорусский хоккеист, защитник. Заслуженный мастер спорта Республики Беларусь

## Биография
Воспитанник минских СДЮШОР-12 (тренер — Анатолий Овсянников) и «Юности» (тренер — Валерий Евдокимов). Участник первого официального матча национальной сборной Беларуси по хоккею. Участник зимних Олимпийских игр 1998 года в Нагано и 2002 года в Солт-Лейк-Сити.
Участник чемпионатов мира
1993 (кв. к группе «C»),
1994 (группа «C»),
1995 (группа «C»),
1996 (группа «B»),
1997 (группа «B»),
1998,
1999,
2000,
2001,
2002 (див.1),
2003
2004 (див.1) в составе национальной сборной Беларуси.
За национальную сборную Беларуси выступал с 1992 по 2005 год. Провёл 133 матча, набрал 67 (17+50) бомбардирских баллов, заработал 104 минуты штрафного времени.
В чемпионатах СССР/СНГ провёл 52 матча, набрал 3 (1+2) очка, получил 18 минут штрафа.
В чемпионатах МХЛ провёл 175 матчей, набрал 46 (14+32) очков, получил 113 минут штрафа.
В кубках МХЛ провёл 7 матчей, набрал 2 (0+2) очка, получил 4 минуты штрафа.
В чемпионатах России провёл 335 матчей, набрал 91 (23+68) очко, получил 212 минут штрафа.
В чемпионатах Беларуси провёл 267 матчей, набрал 134 (28+106) бомбардирских балла, получил 202 минуты штрафного времени.

## Достижения
- Чемпион Беларуси (1993).
- Чемпион Беларуси (1994).
- Лучший защитник чемпионата мира-94 (группа «C»).
- Чемпион Беларуси (1995).
- Победитель чемпионата мира в группах «C» (1995).
- Чемпион МХЛ (1996).
- Обладатель Кубка Европы (1997).
- Серебряный призёр чемпионата России (1997).
- Победитель чемпионата мира в группах «B» (1997).
- Лучший защитник чемпионата мира-2002 (дивизион 1, группа «A»).
- Обладатель Кубка Беларуси (2005).
- Серебряный призёр чемпионата Беларуси (2006).
- Обладатель Кубка Беларуси (2006).
- Чемпион Беларуси (2007).
- Серебряный призёр чемпионата Беларуси (2008).
- Чемпион Беларуси (2009).

## Тренерская работа
- Тренер-преподаватель СДЮШОР «Юность-Минск» (2009/10).
- Тренер команды Юность Минск (2010/11).[20]

## Политические взгляды
Подписал открытое письмо спортивных деятелей страны, выступающих за действующую власть Беларуси после жёстких подавлений народных протестов в 2020 году.